# جنگ‌های کارلیست‌ها
جنگ‌های کارلیست‌ها (انگلیسی: Carlist Wars) مجموعه‌ای از جنگ‌های داخلی بودند که در قرن نوزدهم در اسپانیا رخ دادند. مدعیان بر سر ادعای تاج و تخت با هم می‌جنگیدند، اگرچه برخی اختلافات سیاسی نیز وجود داشت. چندین بار در طول دوره ۱۸۳۳ تا ۱۸۷۶، کارلیست‌ها - پیروان دون کارلوس (۱۷۸۸–۱۸۵۵)، یک اینفانته، و نوادگانش - با فریاد «خدا، کشور و پادشاه» متحد شدند و برای آرمان سنت اسپانیایی (مشروعیت و کاتولیک) علیه لیبرالیسم و بعدها جمهوری‌خواهی دولت‌های اسپانیا در آن زمان جنگیدند. جنگ‌های کارلیست‌ها یک مؤلفه منطقه‌ای قوی (منطقه باسک، کاتالونیا و غیره) داشت، زیرا نظم جدید، قوانین و رسوم خاص منطقه را که قرن‌ها حفظ شده بود، زیر سؤال می‌برد.
هنگامی که شاه فردیناند هفتم اسپانیا در سال ۱۸۳۳ درگذشت، بیوه او، ملکه ماریا کریستینا، به نمایندگی از دختر دو ساله‌شان، ملکه ایزابلا دوم، نایب‌السلطنه شد. کشور به دو جناح معروف به کریستینوس (یا ایزابلینوس) و کارلیست‌ها تقسیم شد. کریستینوس از ملکه ماریا کریستینا و دولت او حمایت می‌کرد و حزب لیبرال‌ها بود. کارلیست‌ها از اینفانته کارلوس اسپانیا، کنت مولینا، مدعی تاج و تخت و برادر متوفی فردیناند هفتم، حمایت می‌کردند. کارلوس اعتبار حکم اجرایی ۱۸۳۰ را که قانون نیمه‌سالیک را لغو می‌کرد، رد کرد (او قبل از ۱۸۳۰ متولد شده بود). کارلیست‌ها خواهان بازگشت به سلطنت استبدادی بودند.
در حالی که برخی از مورخان سه جنگ را شمارش می‌کنند، نویسندگان دیگر و عرف رایج به وجود دو درگیری بزرگ، جنگ‌های اول کارلیست‌ها (۱۸۳۳–۱۸۴۰) و دوم (۱۸۷۲–۱۸۷۶) اشاره می‌کنند و رویدادهای ۱۸۴۶–۱۸۴۹ را به عنوان یک رویداد جزئی در نظر می‌گیرند.